# ロバート・キヨサキ
ロバート・トオル・キヨサキ（Robert Toru Kiyosaki、日本名：清崎 徹（きよさき とおる）、1947年4月8日 - ）は、アメリカ合衆国の投資家・実業家・作家・モチベーショナル・スピーカー・金融リテラシー活動家。時折、金融コメンテーター。日系4世。『金持ち父さん』シリーズの著者。
ブログとYahoo Financeでのコラムにて、グローバル・エコノミック、投資、ビジネス、世界金融市場、個人金融について最新の考えを述べている。

## 経歴
ハワイ州の日系アメリカ人の四世家に生まれた。学術教育者のラルフ・H・キヨサキ（1919年 - 1991年）と看護師のマージョリー・O・キヨサキ（1921年 - 1971年）の息子。 
高校を卒業後、ニューヨークのアメリカ合衆国商船大学校へ進学。卒業後に海兵隊に入隊し、士官、ヘリコプターパイロットとしてベトナム戦争に出征した。帰還後、ビジネスの世界に乗り出し、1977年にナイロンとベルクロを使ったサーファー用の財布を考案し会社を設立。その後いくつか会社を起こしたが1994年に47歳でビジネス界から引退し、「金持ち父さん（後述）」から学んだ教えを広めるため、ボードゲーム『キャッシュフロー101』、『キャッシュフロー202』を考案。
1997年に著書『金持ち父さん 貧乏父さん』を執筆。『金持ち父さん 貧乏父さん』は全世界で51カ国語に翻訳され、109カ国で紹介されている。『金持ち父さん』シリーズは、日本で累計300万部、全世界では累計2800万部を突破した。(2008年11月現在)多くの経営者、ビジネスマンからの評価も高く、若い内に読んでおいた方が良い書籍として推薦されている。
また、オンラインセミナーを配信しているSkyQuestcom社にセミナー映像を提供している。（下記外部リンク参照）

## ビジネスベンチャーと投資
リッチ・ダッド(USサイト)やキャッシュフロー・テクノロジー(Cashflow Technologies, Inc.)の運営の他に、キヨサキは引退後、1997年から復帰
、外部のビジネスベンチャーを運営を続け、様々な投資に関わり続けている。

### 鉱業ベンチャー
2002年に南アメリカの銀鉱山を買収、2002年の終わりに中国の金鉱山会社を取得、2000年代初頭にトロント証券取引所に記載されているIPO案件から更なる鉱山を取得した。
2009年、著書 Conspiracy of the Rich の中で、現在銅鉱山に取り組んでおり、銅の価格上昇が始まると本格的に取得すると明かしている。

### 貴金属と硬貨の取引
1960年代、キヨサキは10代を通じて、最初の投資として銀や金の硬貨の取引していた。2005年7月Yahoo!ファイナンスの記事で次の様に述べている。

もしあなたがわずか数ドルを持っていたら、近所の硬貨取引所に行って、可能な限り銀や金の価格に近い銀や金の硬貨を買いたいと思うかもしれない。あなたが本当に悪いものから良いものまでのコレクション硬貨について知識がない限り、私はコレクションとして価値のある硬貨に投資しないだろう。わずか20ドルの為だけであっても、あなたはいくつかの貴金属硬貨を購入し、世界史上最大のショックの一つに備える事は可能である。

加えて、キヨサキは「黄金虫 "gold bug"」である事を言及している。リチャード・ニクソン大統領が金本位制を廃止した1970年代初頭から、彼はUSドルの政府の発行ミスに対抗するファイナンシャルヘッジとして金や銀のような様々な商品を保有していることを意味する。

### 不動産買収
現役の不動産投資家でもある。資産の大部分は不動産投資に集中している。テキサス州やオクラホマ州、特に在住しているアリゾナ州を中心に、全米中に様々な不動産投資、不動産開発ベンチャー、プロパティマネジメントベンチャーを保有している。彼の所有物の多くがホテル、ゴルフコース、大型団地で占めている事を、2010年の終わりのアレックスジョーンズショーのインタビューで述べている。
1973年後半の小規模住宅不動産投資を皮切りに、1970年代半ばからマウイ島の小規模マンションに投資してキャピタルゲインから少額の利益を得た。1980年代、キヨサキはゼロックス在職中に不動産持ち株会社を起業し、1990年代のアメリカで貯蓄貸付危機と1986年の税制改革法の後も、小規模不動産投資を継続した。その頃、差し押さえ投資不動産が二束三文で売りに出されていた時期だった。小規模不動産投資を進めてた後、キヨサキは商業不動産ビジネス、中規模団地へ移行し、その大部分はアリゾナ州とアメリカ南西部に集中している。そして、1994年に引退した。引退から復帰した1997年から、キヨサキはマンション経営ビジネスに携わり続け、2011年ジョン・ハーマンによるインタビューでマンションを1400棟保有していると述べた。
全米の倉庫、トリプルネットリース、不動産投資ベンチャーへの投資のような商業不動産部門に携わってきた。

### 油田や天然ガスへの投資
「金持ち父さんビデオ」、インタビュー、Yahoo!ファイナンスの多くの記事で、「全米の石油発掘事業と油井を所有しているが、エクソンモービルやBPのような石油会社には投資していない」と述べている。

### 太陽エネルギー会社
2010年「金持ち父さん」ビデオの中で、太陽エネルギー会社の操業開始に投資したと述べた。

### 金融市場への投資
最初の著書『金持ち父さん 貧乏父さん』において、tax lien certificates (政府の保証付の確定利回り保証)を介して、安定して16%のROIに達していると言及している。
『金持ち父さんの予言』に書かれているように、キヨサキは12％を越える非課税配当利息を支払う不動産開発会社が提供する地方債、地方譲渡抵当REITのような様々な政府非課税債券に投資していると述べている。
ずっと石油会社の株式に投資していないという事実と同様に、株式市場に投資したり、投機したりしないと、多くのインタビューで述べている。その代わりに金融市場においてストックオプション、外国為替通貨、その他のデリバティブを取引している。これは『金持ち父さんの予言』や2009年の不動産投資家ジョン・ハーマンのインタビューで述べられている。
キヨサキはヘッジファンドや私募、また、SEC法により富裕層や高所得者のためだけに確保されているプライベート・エクイティ・ファンドのような、他の様々なファンドに投資している事をしばしば言及している。
金や銀のETFはもちろん金や銀の商品に投資する商品市場にも関わっていると、2008年の著書『金持ち父さんのファイナンシャルIQ』で記述されている。その理由は、政府が国家通貨の発行で不手際を起こすのと同様に、インフレーションやハイパーインフレーションのような不確定な経済力に対抗するヘッジとして商品を取り扱うからである。

### リッチ・グローバル LLC 倒産
2012年8月20日、キヨサキの会社の一つ、リッチ・グローバル LLC がワイオミング倒産裁判所で倒産処理手続を行った。. この手続きは、米地方裁判所の陪審員による判決に従うもので、その判決は、キヨサキの以前のビジネスパートナーがニューヨークのマディソン・スクエア・ガーデンでの2002年のキヨサキの出演を企画運営したイベントの利益として $23,687,957.21 を取得する権利を得た。キヨサキのスポークスマンは、その報酬がリッチ・グローバル LLC の資産価値を超過しており、キヨサキはその判決に見合う個人資産を使う意志がないと主張した。2012年10月10日、破産申請を行ったことが明らかになった。フォーブス紙によれば、ほとんどのビジネスはリッチ・ダッド会社を通じておこなわれていて、リッチ・グローバル LLC が倒産しても痛くもかゆくもない状況のようだ。

## レガシー教育アライアンス
『金持ち父さん』シリーズに範を取る「レガシー教育アライアンス」（Legacy Education Alliance ）が、英語諸国・地域（米国、カナダ、英国、南アフリカ、香港など）の各地で大衆の個人財産管理に関する教育セミナーを行なっている。セミナーは無料であるが、詳しくはアライアンスが行なう各種の有料のコースがある。

## 著書
- If You Want to Be Rich & Happy: Don't Go to School?: Ensuring Lifetime Security for Yourself and Your Children (1992). ISBN 0-944031-38-2.
- Rich Dad Poor Dad – What the Rich Teach Their Kids About Money – That the Poor and Middle Class Do Not! (first published in 1997) Warner Business Books. ISBN 0-446-67745-0.
シャロン・レクター（英語版）共著、白根美保子訳『金持ち父さん 貧乏父さん（英語版）』筑摩書房、2000年／〔改訂版〕筑摩書房、2013年
- Cashflow Quadrant: Rich Dad's Guide to Financial Freedom (2000). ISBN 0-446-67747-7.
シャロン・レクター共著、白根美保子訳『金持ち父さんのキャッシュフロー・クワドラント』筑摩書房、2001年／〔改訂版〕筑摩書房、2013年
- Rich Dad's Guide to Investing: What the Rich Invest in, That the Poor and the Middle Class Do Not! (2000). ISBN 0-446-67746-9.
シャロン・レクター共著、白根美保子訳『金持ち父さんの投資ガイド〔入門編〕――投資力をつける16のレッスン』筑摩書房、2002年／〔改訂版〕筑摩書房、2014年
シャロン・レクター共著、白根美保子訳『金持ち父さんの投資ガイド〔上級編〕――起業家精神から富が生まれる』筑摩書房、2002年／〔改訂版〕筑摩書房、2014年
- The Business School for People Who Like Helping People (March 2001). ISBN 99922-67-42-9 – endorses multi-level marketing
シャロン・レクター共著、ネットワーククリエーション訳『金持ち父さんのビジネススクール――ネットワークビジネスから学ぶ８つの価値』マイクロマガジン社、2002年
- Rich Dad's Rich Kid, Smart Kid: Giving Your Children a Financial Headstart (2001). ISBN 0-446-67748-5.
シャロン・レクター共著、白根美保子訳『金持ち父さんの子供はみんな天才――親だからできるお金の教育』筑摩書房、2002年／〔改訂版〕筑摩書房、2014年
- Rich Dad's Retire Young, Retire Rich (2002). ISBN 0-446-67843-0.
白根美保子訳『金持ち父さんの若くして豊かに引退する方法』筑摩書房、2003年／〔改訂版〕筑摩書房、2015年
- Rich Dad's Prophecy: Why the Biggest Stock Market Crash in History Is Still Coming… and How You Can Prepare Yourself and Profit from It! (2002). Warner Books. ISBN 0-641-62241-4.
シャロン・レクター共著、白根美保子訳『金持ち父さんの予言』筑摩書房、2004年
- Rich Dad's The Business School: For People Who Like Helping People (2003) ISBN 979-686-729-X.
シャロン・レクター共著、ネットワーククリエーション訳『人助けが好きなあなたに贈る金持ち父さんのビジネススクールセカンドエディション――私がネットワークビジネスを勧める理由』マイクロマガジン社、2005年
- Rich Dad's Success Stories (2003)
シャロン・レクター共著、春日井晶子訳『金持ち父さんのサクセス・ストーリーズ――金持ち父さんに学んだ25人の成功者たち』筑摩書房、2004年
- You Can Choose to be Rich (2003) 12-CD Audio series with three books.
- Rich Dad's Who Took My Money?: Why Slow Investors Lose and Fast Money Wins! (2004) ISBN 0-446-69182-8.
シャロン・レクター共著、白根美保子訳『金持ち父さんのパワー投資術――お金を加速させて金持ちになる』筑摩書房、2005年
- Rich Dad, Poor Dad for Teens: The Secrets About Money – That You Don't Learn in School! (2004) ISBN 0-446-69321-9.
シャロン・レクター共著、白根美保子訳『金持ち父さんの学校では教えてくれないお金の秘密』筑摩書房、2006年
- Rich Dad's Before You Quit Your Job: 10 Real-Life Lessons Every Entrepreneur Should Know About Building a Multimillion-Dollar Business (2005). ISBN 0-446-69637-4.
シャロン・レクター共著、白根美保子訳『金持ち父さんの起業する前に読む本――ビッグビジネスで成功するための10のレッスン』筑摩書房、2006年
- Rich Dad's Escape from the Rat Race – Comic for children (2005)
- Why We Want You to Be Rich: Two Men, One Message (2006) co-written with Donald J. Trump ISBN 1-933914-02-5.
ドナルド・トランプ共著、白根美保子、井上純子訳『あなたに金持ちになってほしい』筑摩書房、2008年
- Rich Dad's Increase Your Financial IQ: Get Smarter with Your Money (2008). ISBN 0-446-50936-1.
ドナルド・トランプまえがき、白根美保子訳『金持ち父さんのファイナンシャルIQ』筑摩書房、2008年
- Rich Dad's Conspiracy of the Rich: The 8 New Rules of Money (2009). ISBN 0-446-55980-6
井上純子訳『金持ち父さんの「大金持ちの陰謀」――お金についての8つの新ルールを学ぼう』筑摩書房、2016年
- Rich Dad's Rich Brother Rich Sister (2009) co-written with Emi Kiyosaki
エミ・キヨサキ共著、白根美保子訳『リッチブラザー リッチシスター――神・お金・幸福を求めて二人が歩んだそれぞれの道』筑摩書房、2009年
- The Real Book of Real Estate: Real Experts. Real Stories. Real Life. (2009) ISBN 1-4587-7250-0.
- An Unfair Advantage: The Power of Financial Education (2011). ISBN 1-61268-010-0.
白根美保子訳『金持ち父さんのアンフェア・アドバンテージ――知っている人だけが得をするお金の真実』筑摩書房、2015年
- Midas Touch: Why Some Entrepreneurs Get Rich And Why Most Don't (2011), co-written with Donald J. Trump ISBN 1-61268-095-X.
ドナルド・トランプ共著、白根美保子訳『黄金を生み出すミダスタッチ――成功する起業家になるための5つの教え』筑摩書房、2012年
- Why 'A' Students Work for 'C' Students and Why 'B' Students Work for the Government: Rich Dad's Guide to Financial Education for Parents (2013). ISBN 978-1612680767.
- The Business of the 21st Century (2014), co-written with John Fleming and Kim Kiyosaki ISBN 8183222609.
キム・キヨサキ、ジョン・フレミング（英語版）共著、白根美保子訳『金持ち父さんの21世紀のビジネス』筑摩書房、2011年
- Second Chance: for Your Money, Your Life and Our World (2015) ISBN 978-1612680460
岩下慶一訳『金持ち父さんのセカンドチャンス――お金と人生と世界の再生のために』筑摩書房、2016年
- 8 Lessons in Military Leadership for Entrepreneurs: How Military Values and Experience Can Shape Business and Life (2015) ISBN 978-1491583876
- シャロン・レクター共著、白根美保子訳『金持ち父さんの金持ちになるガイドブック――悪い借金を良い借金に変えよう』筑摩書房、2004年
- 井上純子訳『金持ち父さんの金持ちがますます金持ちになる理由』筑摩書房、2008年
- 井上純子訳『金持ち父さんの新提言 お金がお金を生むしくみの作り方』青春出版社、2009年
- 井上純子訳『金持ち父さんの お金を自分のために働かせる方法』青春出版社、2012年